# Parhemiops
Parhemiops is een geslacht van kevers uit de familie  
kniptorren (Elateridae).
Het geslacht is voor het eerst wetenschappelijk beschreven in 1878 door Candèze.

## Soorten
Het geslacht omvat de volgende soorten:
- Parhemiops angusta Candèze, 1880
- Parhemiops candezei Fleutiaux, 1940
- Parhemiops cylindricus (Fleutiaux, 1932)
- Parhemiops dubia Fleutiaux, 1889
- Parhemiops mouhoti Fleutiaux
- Parhemiops nepalensis Ôhira & Becker, 1972
- Parhemiops palliata Candèze, 1878